# Marcus Monsen
Marcus Monsen est un skieur alpin norvégien, né le 19 février 1995. C'est un skieur polyvalent. 

## Biographie
Il participe à des courses FIS à partir de 2010.
Il fait ses débuts en Coupe du monde en février 2014 au slalom géant de Saint-Moritz, où il marque ses premiers points avec une 26e place. Il est médaillé d'argent en slalom géant et de bronze en combiné aux Championnats du monde junior ce même hiver. 
Il obtient son meilleur résultat en Coupe du monde en 2017 au slalom géant de Kranjska Gora avec une 17e place.

## Palmarès

### Coupe du monde
- Meilleur classement général : 126e en 2017.
- Meilleur résultat : 17e.

| Année/Classement | Général | Général | Descente | Descente | Slalom | Slalom | Slalom géant | Slalom géant | Super G | Super G | Combiné | Combiné |
| Année/Classement | Class.  | Points  | Class.   | Points   | Class. | Points | Class.       | Points       | Class.  | Points  | Class.  | Points  |
| ---------------- | ------- | ------- | -------- | -------- | ------ | ------ | ------------ | ------------ | ------- | ------- | ------- | ------- |
| 2014             | 140e    | 5       | -        | -        | -      | -      | 40e          | 5            | -       | -       | -       | -       |
| 2017             | 126e    | 14      | -        | -        | -      | -      | 46e          | 14           | -       | -       | -       | -       |
| 2018             | 139e    | 11      | -        | -        | -      | -      | 51e          | 11           | -       | -       | -       | -       |

### Championnats du monde junior
- Jasná 2014 :
  -  Médaille d'argent au slalom géant.
  -  Médaille de bronze au super combiné.
- Hafjell 2015 :
  -  Médaille d'argent à la descente.
  -  Médaille de bronze au slalom géant.
- Sotchi 2016 :
  -  Médaille d'argent au combiné.

### Coupe d'Europe
- 3e du classement général en 2017.
- 3 victoires (1en slalom géant, 1 en super G et 1 en combiné).

En date de mars 2019

### Championnats de Norvège
- Champion du combiné en 2015 et 2016.